# You before me
You before me er en dansk/fransk dokumentarfilm fra 2019 der bearbejder hvad de vil sige at miste en forælder i en tidlig alder, og at gå i fodsporene på sit ophav og sin mor. I filmen rejser Cécile Desaint, filmens instruktør, til Avignon, Sydfrankrig, og interviewer gamle flammer og veninder, alle de mennesker der var med til at forme hendes mor, Mette Bjørnkjær.
Dokumentaren handler om en datters rejse tilbage i tiden til de mennesker og omgivelser, som formede hendes mor og banede vejen for deres liv sammen. Filmen er også en opfordring til at turde leve sit liv, tage chancer og kaste sig ud i et eventyr.
Trailer til filmen: https://vimeo.com/349220637